# Tschugagraben
Der Tschugagraben (niedersorbisch Tšuga) ist ein kleiner Bach in der Gemeinde Neuhausen/Spree. Das niedersorbische Wort tšuga, von dem sich der Name ableitet, bedeutet schlicht „Bach“.

## Lage
Der Tschugagraben liegt in der Niederlausitz und zieht sich von Groß Döbbern, über Klein Döbbern und Harnischdorf nach Gallinchen.

## Verlauf
Der Tschugagraben entsteht aus zwei Quellen. Eine Quelle liegt südöstlich von Groß Döbbern und die zweite westlich von Groß Döbbern. Außerdem fließt ein der Bewässerungszuleiter Groß Döbbern aus dem Tagebau Welzow zwischen den beiden Quellen in den Tschugagraben. Der Tschugagraben verläuft durch die Ortschaft Groß Döbbern und fließt dort durch den Dorfteich. Von Groß Döbbern verläuft der Tschugagraben nach Klein  Döbbern, wo er die L472 unterquert. Zwischen Klein Döbbern und Harnischdorf fließt das Klein Döbberner Fließ in den Graben. Danach unterquert der Tschugagraben die Gleise der Kohlebahn und der Teufelsgraben Groß Döbbern fließt in den Tschugagraben. Nordöstlich von Harnischdorf bildet er die Gemeindegrenze zwischen der Gemeinde Neuhausen/Spree sowie den Städten Drebkau bzw. Cottbus. Ebenfalls östlich von Harnischdorf fließt der Dorfgraben von Harnischdorf in den Tschugagraben. Er durchquert ein Waldgebiet, aus dem er erst vor dem südlichen Siedlungsrand von Gallinchen austritt. Er durchfließt Gallinchen, unterquert dort die Bundesstraße 97 und mündet nordöstlich der Ortslage, südlich der Bundesautobahn 15 sowie östlich der Anschlussstelle Cottbus-Süd (5) orographisch links in die Spree.